# Pudło rezonansowe
Pudło rezonansowe – część instrumentu muzycznego, tzw. rezonator, zazwyczaj w formie mniej lub bardziej ozdobnej skrzynki. Jej zadaniem jest wzmacnianie natężenia dźwięku instrumentu oraz zmiana jego barwy, co odbywa się na zasadzie rezonansu, poprzez przejmowanie drgań tzw. wibratora (np. struny). Elementem składowym pudeł rezonansowych jest zazwyczaj płyta rezonansowa.

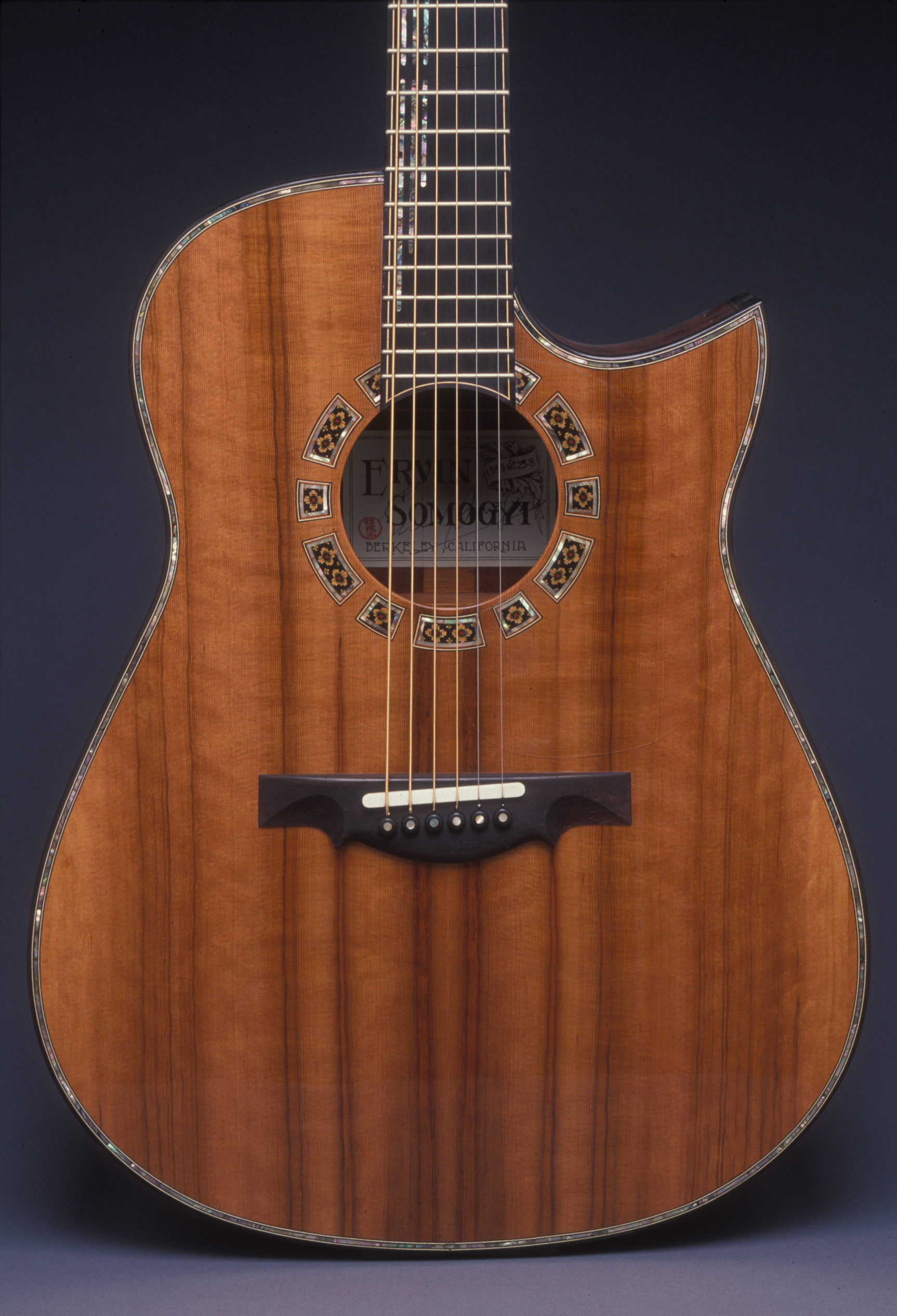
Pudło rezonansowe gitary
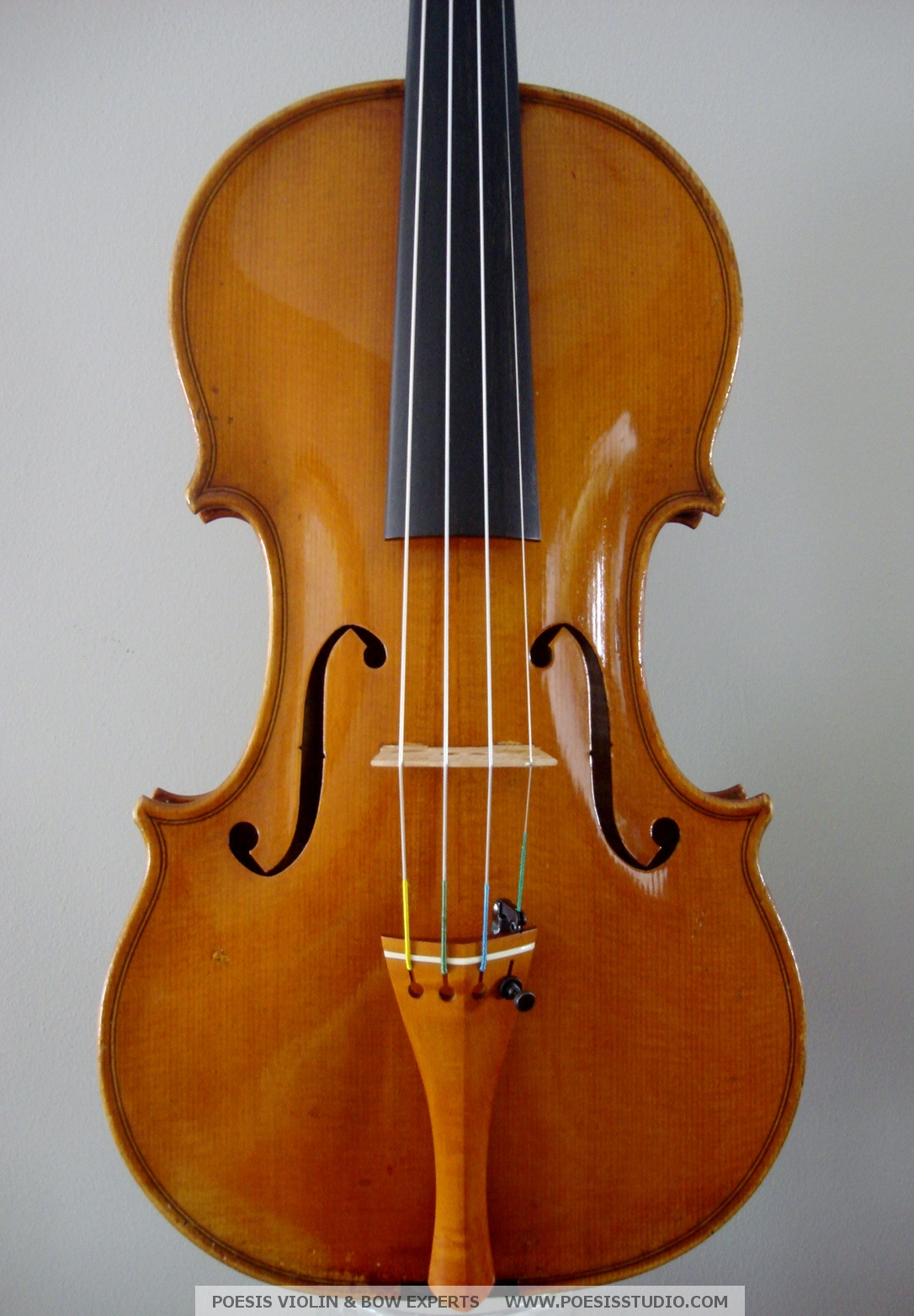
Pudło rezonansowe skrzypiec
Pudło rezonansowe harfy
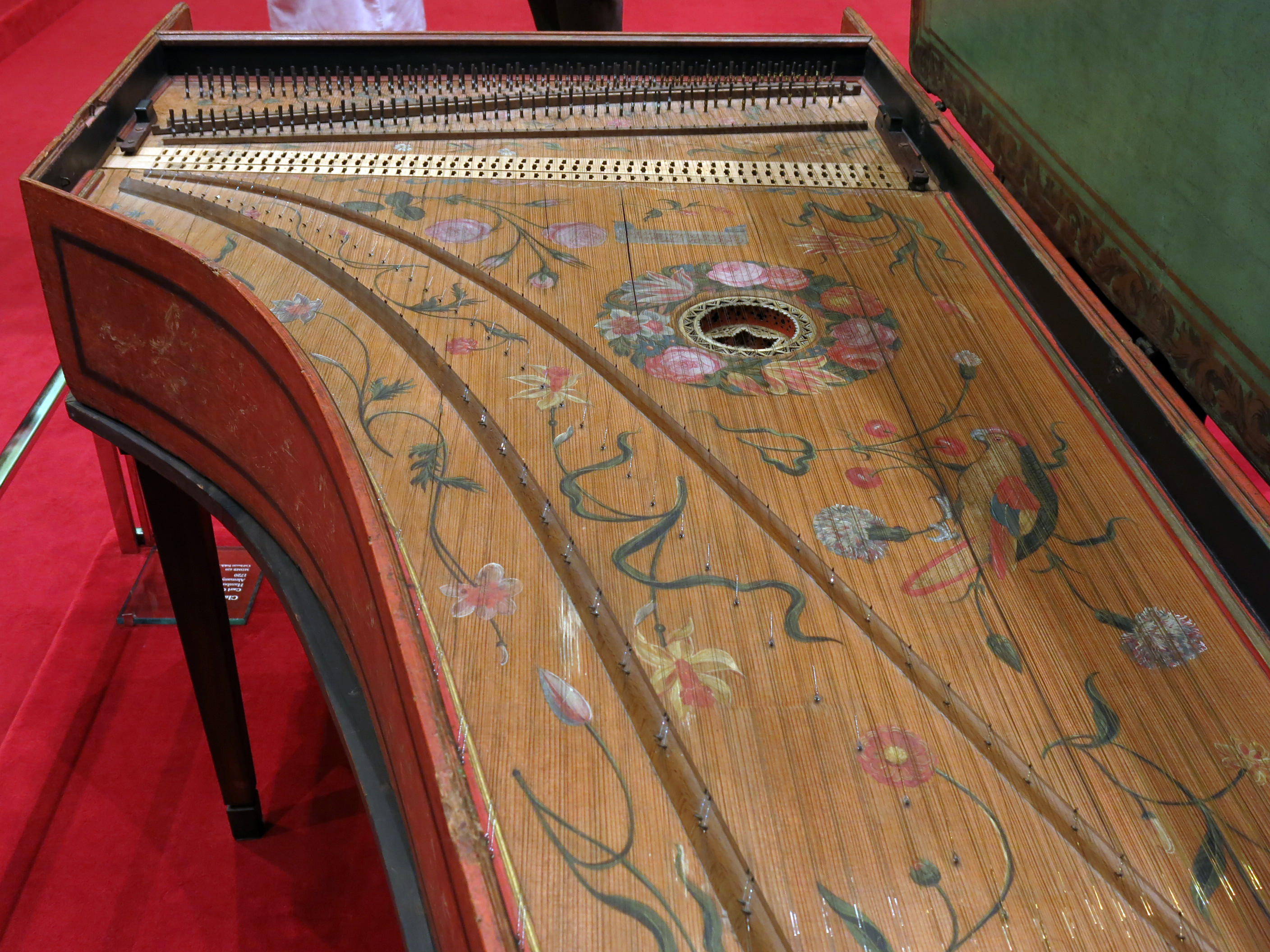
Pudło rezonansowe klawesynu
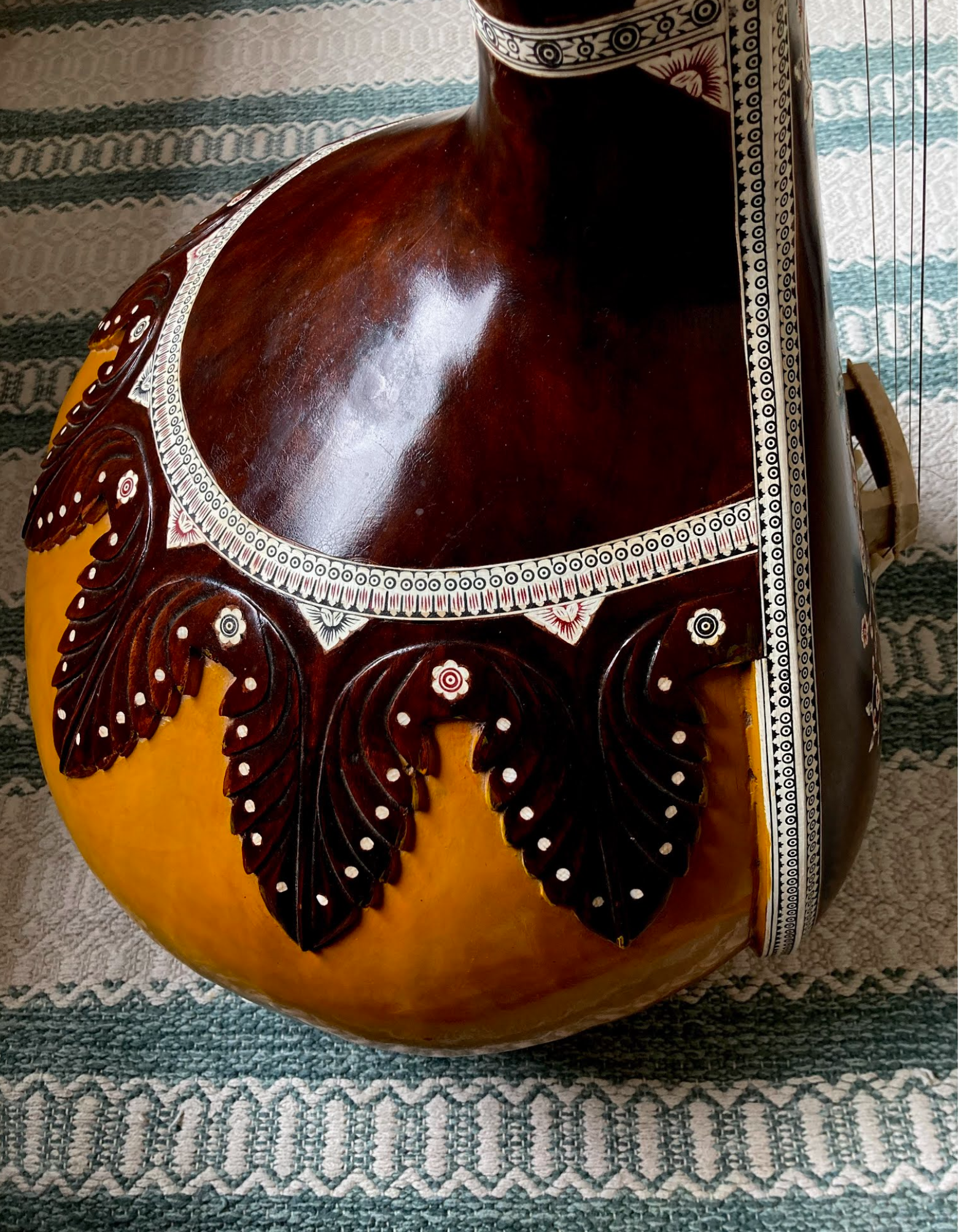
Pudło rezonansowe tanpury